# BVhmot
A MÁV BVhmot egy négyrészes villamos motorvonat, amely elővárosi és rövidtávú személyforgalom lebonyolítására épült, a MÁV BVmot sorozatú motorvonattal azonos villamosberendezéssel 1996-ban. Alkalmas a belföldi városkörnyéki és városközi, valamint ameddig az azonos felsővezeték táplálási rendszer megengedi, a szomszédos országok városai közötti korszerű, kényelmes, energiatakarékos vasúti kapcsolat biztosítására. Minden kocsi utastere légfűtéssel és kényszerszellőzéssel van ellátva, a vezetőállások klimatizáltak. Beceneve: "Kis Samu".

## Műszaki jellemzése
Külsőre szinte megegyezik a MÁV BDVmot motorvonataival. Egy vonategység egy Bo’Bo’ tengelyelrendezésű 1755 kW teljesítményű poggyászteres villamos motorkocsiból (BVhmot 424 sorozat), két közbenső 2’2’ tengelyelrendezésű mellékkocsiból (Bmx 21-05), és egy vezetőállásos szintén 2’2’ tengelyelrendezésű vezérlőkocsiból (Bmxt 80-05 2xx) áll. A vonat minden kocsija másodosztályú.  A pótkocsik a forgalmi igénynek megfelelően a vonatból kisorolhatók, illetve forgathatók, önálló üzemre, mozdonyvontatású vonatba sorolásra is alkalmasak. A vonat azonos típusú, vagy más, erre műszakilag megfelelő betétkocsikkal legfeljebb 6 részesre bővíthető. A besorolandó betétkocsikkal kapcsolatos alapkövetelmény a motor és vezérlőkocsi közötti távvezérelhetőség biztosítása. Mindkét végén motorkocsival üzemelő motorvonati egység is képezhető. A besorolt kocsikra a fenti távvezérelhetőségi követelmény áll fenn.
A BVhmot sorozatú motorvonatot úgy tervezték, hogy járművei korlátozás nélkül alkalmasak legyenek az 1994-ben gyártott BVmot InterCity-motorvonat bármelyik egységével való együttműködésre a számára engedélyezett sebességhatárig. A MÁV a motorvonat e tulajdonságát a BVmot motorvonategységek meghibásodása esetén ki is használja.
A vonatösszeállítás korlátja, hogy egy motorkocsiról legfeljebb öt pótkocsi energiaellátása biztosítható, így ilyen szerelvénybe legfeljebb tíz betétkocsi sorolható be. A távvezérlési rendszer három alapegység együttműködésére lett kialakítva, ami minden olyan üzemszerű vonatösszeállítást megenged, amelyben az üzemelő motorkocsik száma nem több, mint három.
A BVhmot sorozatú motorvonatból anyagi okok miatt mindössze két szerelvényt szerzett be a MÁV
A BVhmot 200 2010 májusától 2020 szeptemberéig gumikuplung-szakadás miatt üzemképtelenül állt a Szolnoki járműjavítóban, majd Istvántelki felújítás után, 2022 márciusában újra futópróbán vett részt a 70-es vonalon és a májusi vágányzárig forgalomba állt a 150-esen.
Ezekután 2022-2023-ban néhány hónapig egy BVmot-tal szinkronüzemben dolgozott a Budapest-Veresegyház-Vác vasútvonalon, jelenleg lejárt fővizsgával áll Istvántelken. 
A hozzá tartozó Bmxt 200-as vezérlőkocsi a Szolnoki Járműjavító udvarán áll üzemképtelenül. 
A BVhmot 201 2022 óta áll Istvántelken, a hozzá tartozó Bmxt 201 vezérlőkocsi fővizsgája lejárt. Jelenleg Szolnok magasfogadón tárolják.